# Иван Иванишевић
Иван Иванишевић (Београд, 23. новембар 1977) је српски шаховски велемајстор и шестоструки државни првак. Победио је на Првенству Србије у шаху 2008, 2009, 2011, 2012, 2017 и 2019. године.

## Шаховска каријера
Велемајстор Иван Иванишевић (Београд, 23. новембар 1977) један је од најуспешнијих српских шахиста савременог доба. ИМ титулу освојио је 1997, а ГМ 2000. године.
Шестоструки је првак Србије (2008, 2009, 2011, 2012, 2017, 2019), победник Балканског првенства 2011, Меморијала Чигорина 2014  и више од тридесет међународних опен турнира.
Са репрезентацијом је наступио на девет Шаховских олимпијада и освојио бронзу на трећој табли Екипног ЕП 2001.
Пик рејтинг 2665 достигао је у јануару 2016.
Аутор је теоријских књига The Taimanov Bible (2017) и The Modernized Delayed Benoni (2019).

## Биографија и титуле
- Рођење и рана каријера – Рођен је у Београду 23. XI 1977; шах је почео да игра са пет година, а тренирао са ИМ Петром Смердевцем.
- Титуле – Интернационални мајстор (1997) и велемајстор (2000).

## Национални успеси
- Првенство Србије – Шампион државе 2008, 2009, 2011, 2012, 2017 и 2019.
- Клубови – Са различитим клубовима освојио је преко 15 тимских титула у Србији, Мађарској, Црној Гори и Северној Македонији.

## Међународни турнири
| Година | Титула / Турнир          | Место           | Напомена                |
| 2005   | 5. место ЕП у блицу      | Кан, Француска  | (The Week in Chess 589) |
| 2006   | Меморијал „Бора Костић“  | Вршац           | Победник                |
| 2007   | Опен Кавала              | Грчка           | Победник                |
| 2011   | 3. Балканско првенство   | Подгорица       | Злато                   |
| 2012   | Rapid „Подунавске земље“ | Козлодуј        | Победник                |
| 2014   | Меморијал Чигорина       | Санкт Петербург | Победник                |
| 2015   | „Super 8“ позивни рапид  | Темишвар        | 1. место, 6½/10         |

## Светски купови
- 2011, Ханти-Мансиск – елиминисан у 1. колу од Александра Онишчука.
- 2021, Сочи – након пласмана у 2. коло службеним преласком, изгубио од Александра Арешченка.

## Екипна такмичења
- Олимпијаде – Девет наступа: Југославија 1998, 2000, 2002; Србија 2008, 2010, 2012 (прва табла), 2014, 2016, 2018.
- Европска првенства екипно – Од 2007. углавном прва табла; бронзана медаља за учинак на табли 3 у Леону 2001.

## Рејтинг и стил игре
- Пик рејтинг – 2665 Elo (јануар 2016).
- Игра – Познат као тактичар који често бира оштре варијанте Бенонија и Тајманова, анализиране у сопственим књигама.

## Писање, тренерски рад и сарадња
Од 2017. године објавио је више наслова за Thinkers Publishing, укључујући:
- The Taimanov Bible (са М. Перуновићем и Р. Маркусом, 2017)
- The Modernized Delayed Benoni (2019)

Редовно сарађује са часописима Chess Informant, New in Chess и ChessBase, а као секундант је сарађивао са више велемајстора светског врха.